# Наваль ес Саадаві
Наваль ес Саадаві (араб. نوال السعداوى‎; 27 жовтня 1931 — 21 березня 2021) — єгипетська феміністка, письменниця, гінеколог та психіатр. Авторка багатьох книг про жінок в ісламі, в яких приділяла особливу увагу практиці калічення жіночих геніталій у своїй спільноті. Її називали «Симоною де Бовуар арабського світу». Авторка значимої для фемінізму другої хвилі книги «Жінка і секс» (1969), за яку була звільнена з ряду посад.
Засновниця і президент Асоціації солідарності арабських жінок і співзасновниця Арабської асоціації за права людини. Удостоєна почесних звань на трьох континентах. 2004 року отримала премію Ради Європи «Північ-Південь». 2005 року —  Міжнародну премію Інани в Бельгії, а 2012 року Міжнародне бюро миру нагородило її Премією миру Шона Макбрайда.
Наваль ес Саадаві обіймала посади у Вищій раді з мистецтв та громадських наук Каїру; генерального директора Департаменту санітарного просвітництва Міністерства здоров'я Каїру; генерального секретаря Медичної асоціації Каїру і лікарки Університетської лікарні та Міністерства здоров'я та народонаселення Єгипту. Засновниця Асоціації санітарного просвітництва і Асоціації єгипетських жінок-письменниць; була головним редактором журналу «Здоров'я» в Каїрі та редакторкою журналу «Медична асоціація».

## Життєпис
Наваль ес Саадаві, друга з дев'яти дітей, народилася 27 жовтня 1931 року в невеликому селі Кафр-Тахла. Її родина сповідувала і традиційні, і прогресивні погляди. Так, в шість років ес Саадаві зробили жіноче обрізання, втім батько наполягав, щоб усі діти отримали освіту. Батько Наваль був чиновником у Міністерстві освіти Єгипту і виступав проти британської окупації Єгипту і Судану під час Єгипетської революції 1919 року. В результаті його було заслано до маленького містечка в дельті Нілу без можливості просування службою протягом 10 років. Він був відносно прогресивним й навчив доньку самоповаги та вміння відстоювати свою думку. Мати і батько ес Саадаві померли молодими, залишивши на неї велику родину. Мати і бабуся ес Саадаві з материного боку мали турецьке походження.
1955 року Ес Саадаві отримала лікарський диплом в Каїрському університеті. Того ж року вона вступила у шлюб з Ахмедом Хельмі, з яким познайомилася в медичній школі. У цьому шлюбі, що розпався два роки потому, народила дочку Мону. Другим чоловіком був колега Рашад Бей, з ним теж розлучилась.
У своїй медичній практиці ес Саадаві спостерігала фізичні і психологічні проблеми жінок і пов'язала їх із репресивними культурними практиками, патріархальними, класовим та імперіалістичним утиском. Після спроби захисту однієї зі своїх пацієнток від домашнього насильства ес Саадаві відізвали назад до Каїру. Згодом вона стала директором Міністерства здоров'я. Познайомилася з Шарифом Хататою, лікарем, письменником, комуністичним активістом і політв'язнем протягом 13 років, з яким вступила у шлюб 1964 року і народила сина. Проживши разом 43 роки, розлучилися 2010 року.
1972 року Наваль ес Саадаві опублікувала книгу «Жінка і секс» (араб. المرأة والجنس), в якій розглядає та критикує різноманітні практики, які вчиняються проти жіночого тіла, зокрема калічення жіночих геніталій. Книга стала основоположним текстом другої хвилі фемінізму. Після публікації роботи та за політичну діяльність ес Саадаві звільнили з посад в Міністерстві здоров'я, головної редакторки медичного журналу та помічниці генерального секретаря Медичної асоціації Єгипту. У 1973—1976 роках ес Саадаві працювала над дослідженням неврозів у жінок на медичному факультеті Університету Айн-Шамс (Каїр). У 1979—1980 роках вона була спеціальною радницею Організації Об'єднаних Націй з програми для жінок в Африці та на Близькому Сході.
Наваль ес Саадаві померла 21 березня 2021 року в госпіталі у Каїрі в 89-річному віці.

## Вибрана бібліографія
Романи
- 1958 — Спогади жінки-лікарки (араб. مذكرات طبيبة}
- 1969 — Відсутня (араб. الغائب)
- 1971 — Дві жінки в одній (араб. امرأتان في امرأة)
- 1973 — Жінка у нульовій точці (араб. امرأة عند نقطة الصفر)
- 1975 — Смерть єдиної людини на Землі (араб. موت الرجل الوحيد على الأرض)
- 1976 — Дитяча пісня у хороводі (араб. الأغنية الدائرية
- 1987 — Падіння імама (араб. سقوط الإمام)
- 1991 — Невинність і диявол (араб. جنات وإبليس)
- 1993 — Кохання у Королівстві нафти (араб. الحب في زمن النفط)
- 2009 —Зейна (араб. زينة)

Збірки оповідань
- 1957 — Я пізнав кохання (араб. تعلمت الحب)
- 1959 — Момент істини (араб. لحظة صدق)
- 1972 — Нитка і стіна (араб. الخيط وعين الحياة)
- 1977 — Вона була найслабша (араб. كانت هي الأضعف)

П'єси
- 1984 — Дванадцять жінок в камері (араб. الإنسان اثني عشر امرأة في زنزانة)
- 1996 — Бог йде у відставку на зустрічі на вищому рівні (араб. الإله يقدم استقالته في اجتماع القمة)

Мемуари
- 1983 — Мемуари в жіночій тюрмі (араб. مذكراتي في سجن النساء)
- 1986 — Мої подорожі світом (араб. رحلاتي في العالم)
- 1990 — Мемуари дитини на ім'я Соад
- 1996 — Моє життя, частина I
- 1998 — Моє життя, частина II
- 2001 — Моє життя, частина III

Наукова література
- 1969 — Жінка і секс (араб. المرأة والجنس‎)
- 1971 — Жінка — початок (араб. الأنثى هي الأصل
- 1973 — Чоловік і секс (араб. الرجل والجنس)
- 1974 — Оголене обличчя арабської жінки (араб. الوجه العاري للمرأة العربية)
- 1975 — Жінки і неврози (араб. المرأة والصراع النفسى)
- 1992 — Нова битва за звільнення арабських жінок (араб. معركة جديدة في قضية المرأة)
- 2004 — Руйнуючи бар'єри (араб. كسر الحدود)